# Lynn Beach
Lynn Beach est une écrivaine américaine.

## Biographie
Lynn Beach est née à El Paso, au Texas, mais a grandi dans l'Arizona. Elle a fait des études de russe à l'université. Puis, dans les années 70, elle est venue à s'installer à New York, où elle a commencé à écrire des feuilletons. Plus tard, elle a publié des articles dans les magazines de l'éditeur américain Scholastic.
Auteur connu et reconnu aux États-Unis, elle a publié de nombreux livres pour les adultes et les enfants, dont notamment la collection Vallée Fantôme.